# NGC 1157
NGC 1157 este o galaxie spirală situată în constelația Eridanul. A fost descoperită în 31 decembrie 1885 de către Francis Leavenworth.